# L'amore è fortissimo e il corpo no
 L'amore è fortissimo e il corpo no è un album  di  Nada, pubblicato nel 2001.

## Descrizione
Nel 2001 Nada prosegue il suo rinnovamento artistico con un album interamente scritto da lei, sia per i testi che per le musiche, che si avvale della collaborazione di musicisti quali Pasquale Minieri e Fausto Mesolella. L'album è un compendio di brani che spaziano tra vari generi musicali come il punk, la musica elettronica, balli popolari, il rock e la musica pop, il tutto intriso di una forte connotazione mistica.
La cantautrice è anche produttrice del disco, suonato da musicisti quali Marco Siniscalco, Michele Rabbia, Ferruccio Spinetti, Rita Marcotulli, Javier Girotto e dal dj Claudio Coccoluto, presente in due tracce dell'album.
È stato pubblicato in un'unica edizione, in formato CD su etichetta Storie di note, con numero di catalogo SDN016 ed è stato anche pubblicato in digitale o per le piattaforme streaming.

## Tracce
1. Gesù
2. Giulia
3. Meraviglioso
4. L'amore è fortissimo
5. In generale
6. Grazie
7. La musica antica
8. Suonano alla porta
9. Questa donna